# James Craig Annan
James Craig Annan (Hamilton, 1864 – Lenzie, 1946) was een Schots fotograaf. Hij wordt gerekend tot de stroming van het picturalisme.

## Leven en werk
James Craig Annan was de zoon van fotograaf Thomas Annan en studeerde scheikunde in Glasgow. Vervolgens trad hij in dienst bij het familiebedrijf, fotostudio “T. & R. Annan and Sons of Glasgow, Hamilton and Edinburgh”.
In 1883 ging Annan naar Wenen en leerde daar het fotogravure-proces van de bekende schilder en fotograaf Karel Klíč. Vervolgens introduceerde hij deze techniek als eerste in Groot-Brittannië.In 1892 maakte hij een reis door Nederland, onder andere naar Zandvoort, Amsterdam, Haarlem, Utrecht en Alkmaar. In een artikel in het tijdschrift van de Glasgow Boys schreef hij over zijn verblijf in Holland: "All is cold and grey for it is early spring and last year’s grass is only a shade deeper than the sand, which stretches hillock beyond hillock until they meet the greyer sky…’.
Annan exposeerde zijn werk in 1893 met veel succes in de Londense ‘Photographic Salon’. In 1894 werd hij gekozen tot lid van de vooraanstaande fotografievereniging Linked Ring. Na een succesvolle tentoonstelling in 1900 werd Annan lid van de Royal Photographic Society. In 1901 had hij een succesvolle expositie in de Parijse salon. Hij gaf les in kunstfotografie aan de ‘Edinburgh Photographic Society’.
Vanaf 1904 exposeerde Annan ook met regelmaat in de Verenigde Staten en had data grote invloed op de picturalistische beweging aldaar. Hij publiceerde zijn werk in de vooraanstaande fotografietijdschriften Camera Notes en Camera Work en verkeerde regelmatig met leden van Alfred Stieglitz' fotografieclub Photo-Secession. Succesvolle tentoonstellingen waren er in Albright-Knox Art Gallery te Buffalo en in Stieglitz' Gallerie 291 te New York.
Vanaf de jaren twintig concentreerde Annan zich vooral op zijn zakelijk fotografie. Hij overleed in 1946 te Lenzie, Schotland. Het familiebedrijf van de Annans bestaat tot op de dag van vandaag, onder de naam “Annan Fine Art Gallery”, West End, Glasgow.

## Galerij

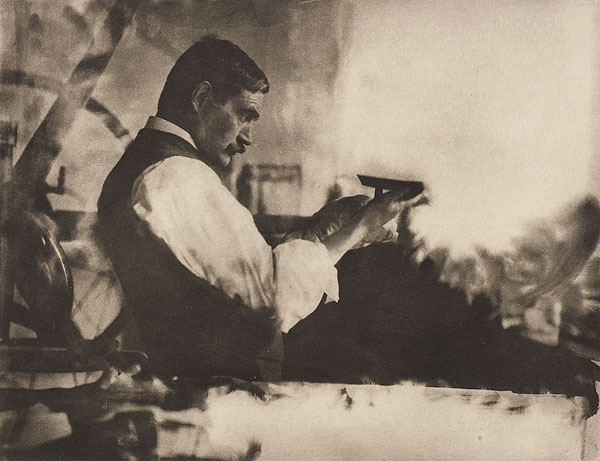
William Strang, Camera Work, 1907
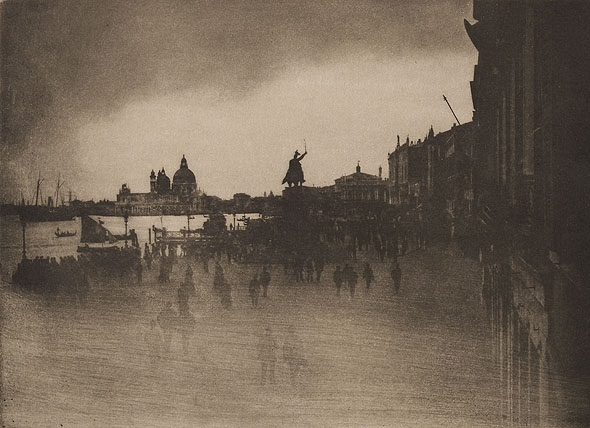
The Riva Schiavoni, Venice, Camera Work, 1904
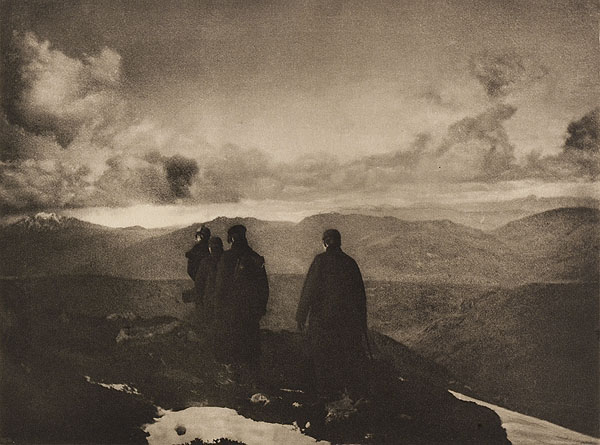
The Dark Mountains, 1908
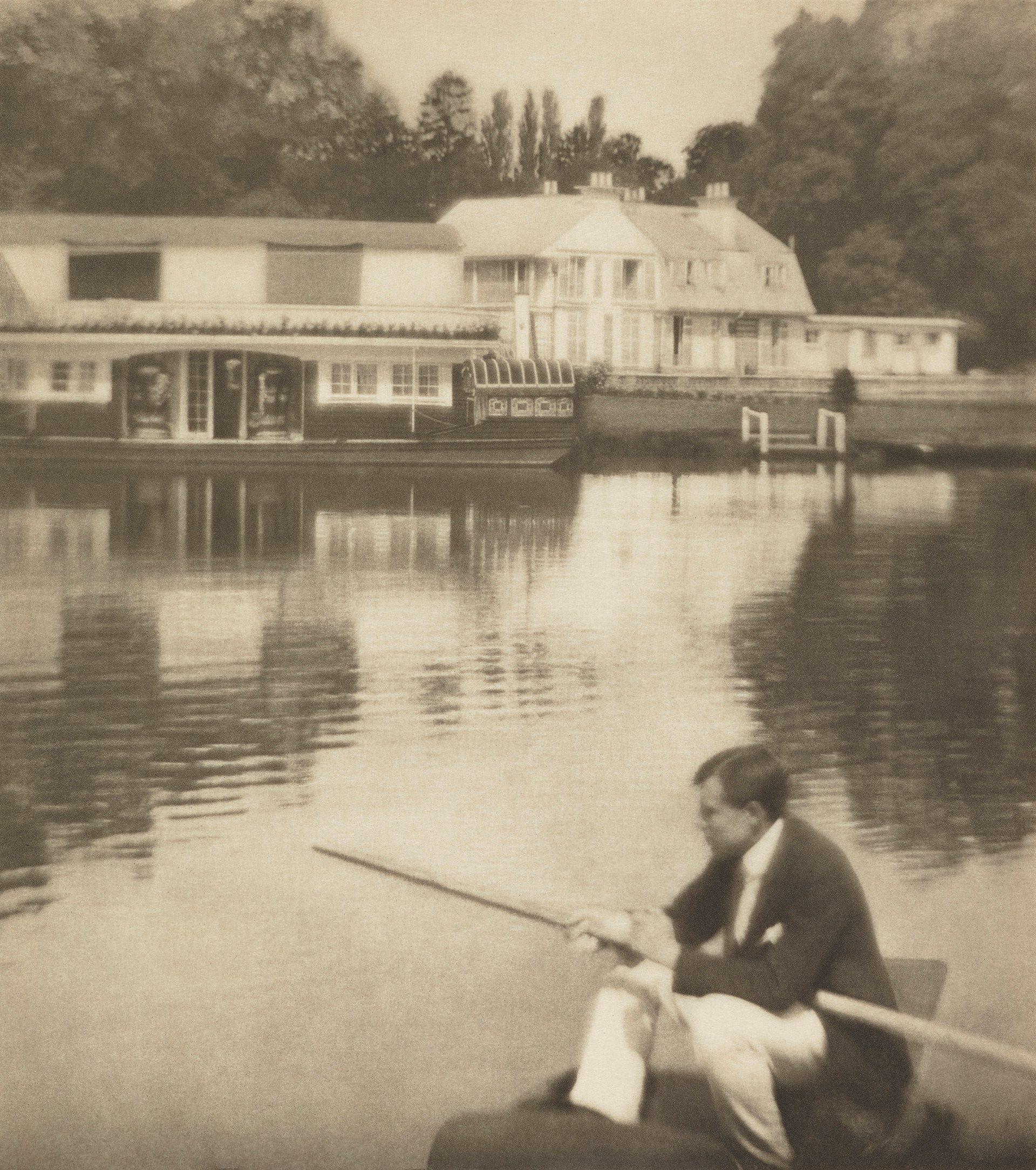
The White House, Camera Work 1910
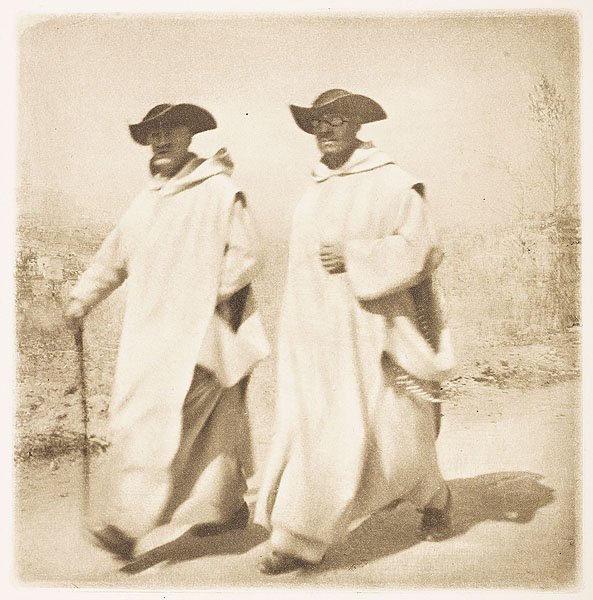
Whitefriar Monks, Camera Notes, 1901
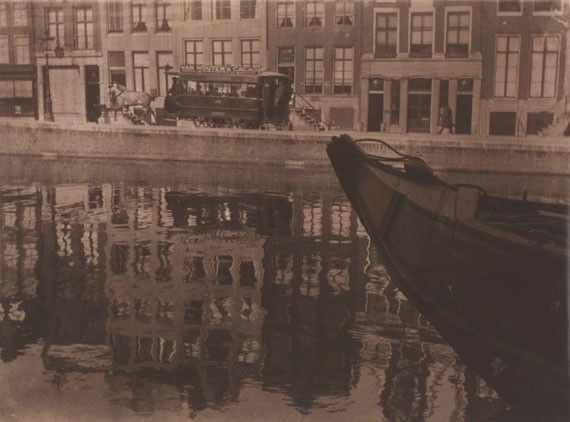
Reflections, Amsterdam, 1892
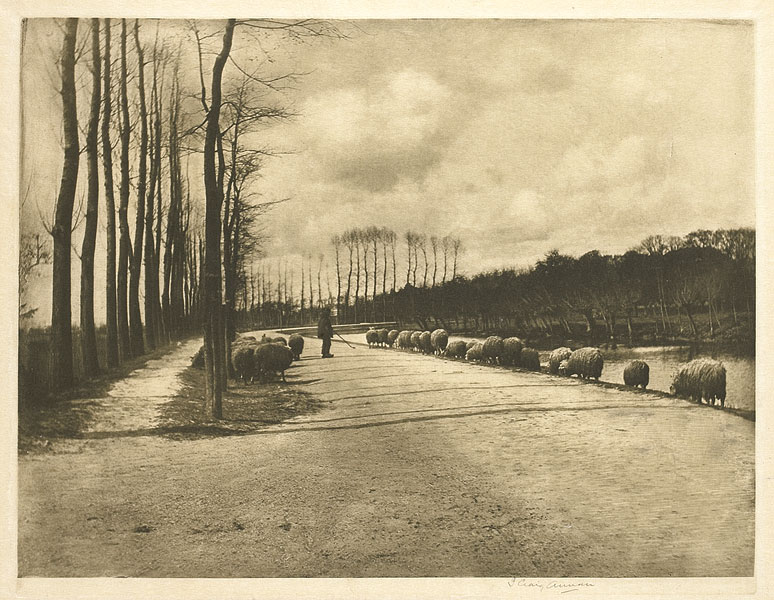
Utrecht pastorale, 1892
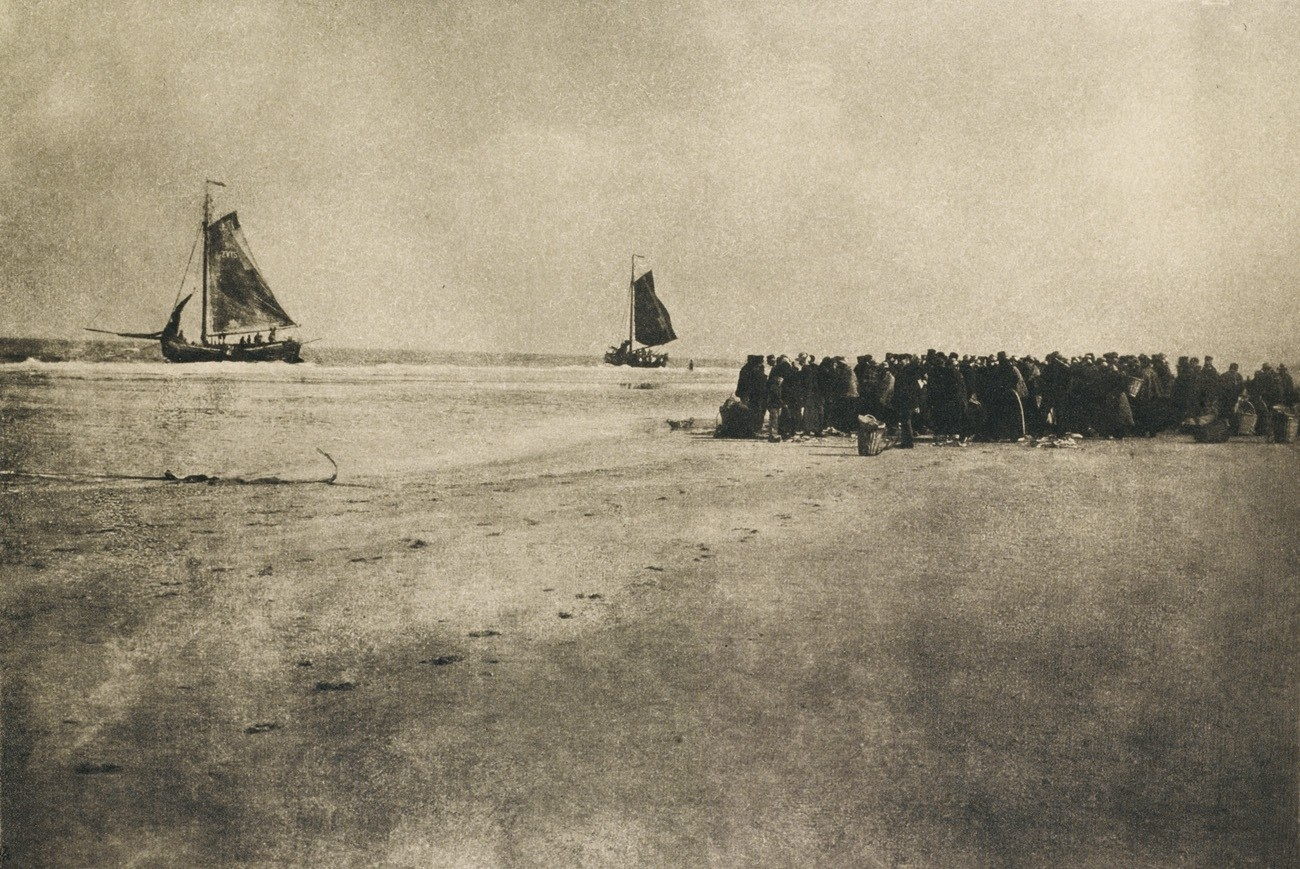
On a Dutch shore, 1892